# 聖巴巴拉德卡爾瓦卡揚區
聖巴巴拉德卡爾瓦卡揚區（西班牙語：Distrito de Santa Bárbara de Carhuacayán），是秘魯的一個區，位於該國中部胡寧大區的堯利省，始建於1954年4月7日，面積646.29平方公里，海拔高度4,137米，2005年人口1,496，人口密度每平方公里2.3人。